# Брандт Роман Федорович
Брандт Рома́н Фе́дорович (рос. Брандт Рома́н Фёдорович; 4 грудня 1853, Санкт-Петербург — 2 березня 1920, Москва) — російський філолог-славіст, педагог, письменник.

## Життєпис
Народився в родині зоолога, академіка Ф. Ф. Брандта. Середню освіту здобув у 4-й Петербурзькій гімназії, вищу — у Петербурзькому історико-філологічному інституті й Петербурзькому університеті. Закінчивши університет, 1875 року за твір "Разбор поэмы Ив. Гундулича «Осман» (укр. "Розбір поеми Ів. Гундуліча «Осман») було нагороджено золотою медаллю. Протягом двох наступних років готувався до професорського звання по кафедрі слов'янської філології в Петербурзі (під керівництвом І. І. Срезневського та В. І. Ламанського), а також за кордоном — у Лейпцигу (під керівництвом А. Лескіна й Г. Остгофа) і в Празі. 1877 року Брандта призначено професором Ніжинського історико-філологічного інституту. 1881 року в Петербурзькому університеті він захистив магістерську дисертацію «Начертание славянской акцентологии» (укр. «Нарис слов'янської акцентології»).З 1883 по 1886 був також ученим секретарем інституту. 1886 року в Петербурзькому університеті захистив докторську дисертацію «Грамматические заметки» (укр. «Граматичні замітки») і перейшов на кафедру слов'янської філології Московського університету. З 1889 року був секретарем історико-філологічного факультету. За наукові заслуги 1902 року Романа Федоровича було обрано членом-кореспондентом Академії наук. Брандт опублікував велику кількість праць з історії слов'янських мов і літератури, а також своїх і перекладених (з грецької, англійської, болгарської тощо) творів. Із мовознавчих робіт Брандта особливо цінними є дослідження слов'янського наголосу, словотвору, фонетики, граматики, палеографії. Значне місце в науково-методичному спадщині Брандта займають навчальні посібники з різних філологічних дісціплін. Теоретичні питання славістики Роман Федорович зачіпав також у рецензіях і відгуках на праці вітчизняних і зарубіжних мовознавців, у некрологах науковців, а також у поправках, зокрема до російського перекладу «Сравнительной морфологии славянских языков» (укр. «Порівняльної морфології слов'янських мов») Ф. Міклошича. Окремо слід зазначити видання деяких слов'янських рукописів. Наприкінці ХІХ ст. Брандт підготував до друку цінний писемну пам'ятку — «Григоровичев паримейник». Декілька спеціальних статей Брандт присвятив принципам створення та введення міжнародних штучних мов.